# جاناتان گرینینگ
جاناتان گرینینگ (انگلیسی: Jonathan Greening؛ زادهٔ ۲ ژانویهٔ ۱۹۷۹) یک ورزشکار اهل بریتانیا است.
از باشگاه‌هایی که در آن بازی کرده‌است می‌توان به میدلزبورو، بارنزلی، ناتینگهام فارست، منچستر یونایتد، یورک سیتی، و وست برومویچ آلبیون، باشگاه فوتبال فولام، باشگاه فوتبال فولام، یورک سیتی، و تیم ملی فوتبال زیر ۲۱ سال انگلستان اشاره کرد.
وی همچنین در تیم‌های ملی فوتبال England U18 England U21 بازی کرده است.